# Миноносцы типа G-132
Миноносцы типа G-132 — тип миноносцев (по официальной классификации германского флота — миноносцев для открытого моря), состоявший на вооружении Военно-морского флота Германии в начале XX века и в период Первой мировой войны. Всего было построено 5 миноносцев этого типа — G-132 — G-136 (все по программе 1906 года). 27 сентября 1916 года все миноносцы типа сменили старые названия на новые — T-132 — T-136, в период войны использовались как учебные и вспомогательные суда (флагманы флотилий тральщиков и подводных лодок). Исключены из списков флота в 1921 году.

## Энергетическая установка
На кораблях типа в качестве ГЭУ были установлены две трёхцилиндровые паровые машины (тройного расширения) общей мощностью 7000 л. с. и 3 военно-морских котла с давлением 17,5 атмосфер. Максимальные запасы топлива на миноносцах типа составляли 132 тонны угля. Во время испытаний миноносцам не удалось развить проектную мощность, показав максимальную мощность 6783 л. с., максимальная скорость тоже не достигла проектного значения составив 27,3 узла.

## Вооружение
Первые три миноносца серии вооружались 4х1 52-мм/55 орудиями. Последние два — одной 88-мм/35 скорострельной пушкой и двумя 52-мм орудиями. Их торпедное вооружение состояло из 3х1 450-мм торпедных аппаратов.

## Представители
- G-132. Заложен в 1906 году, спущен на воду 12 мая 1906 года, введён в строй 22 августа 1906 года[4].
- G-133. Заложен в 1906 году, спущен на воду 30 июня I906 года, введён в строй 10 декабря 1906 года[4].
- G-134. Заложен в 1906 году, спущен на воду 23 марта 1906 года, введён в строй 6 марта 1907 года[5].
- G-135. Заложен в 1906 году, спущен на воду 7 сентября 1906 года, введён в строй 24 января 1907 года[5].
- G-136. Заложен в 1906 году, спущен на воду 25 августа 1906 года, введён в строй 16 марта 1907 года[5].